# 庸言 (杂志)
《庸言》杂志创刊于1912年12月，由梁启超等人在天津创刊。吴贯因、黄远生先后担任编辑人，梁德酞担任发行人。第1卷第1号至第24号为半月刊，1914年第2卷起改为月刊，同年6月5日停刊。《庸言》杂志是中国封建帝制结束后，梁启超创办的第一份报刊，以政论为主，内容分建言、译述、译林、佥载等四大部，其办刊目的在于宣传进步党的政治见解。

## 历史

### 背景

#### 政党政治
民国初年在“政党政治”观念的影响下，各种党派林立。据不完全统计，民国初年各种党派有312个，上海、北京两地政党占全国党派数的一半以上。在这个大环境下，各种党派纷纷创办自己的报刊。同时也为其自身的利益作宣传，报刊逐渐用作相互攻击和低毁的武器。1912年3月9日，孙中山发布具有宪法性质《中国民国临时约法》中又规定了“人民有言论著作刊行及集会结社之自由”，言论出版自由的原则以法律的形式确定了下来。在“咸与共和”的“大好”形势下，昌言无忌，言论自由，新闻事业迅猛发展。

#### 梁启超回国
1911年11月，在袁世凯被清政府起用为内阁总理大臣时，就曾写信邀请梁启超回国“商定大计，同扶宗邦”。因此，梁启超明确表示“鄙人行以言论，转移国民心理，使多数人由急激而趋于中立，由中立而趋于温和，此其所长也。”1912年10月8日，梁启超从日本抵达天津，回到阔别14年的祖国。
归国后的梁启超马上投入到了复杂的政治活动当中。在天津，梁启超积极奔走于各个集会与讲演当中，并经常受到军政大臣的接见。“三天之中，登门拜渴者达200人，各省欢迎电报亦络绎不绝。
同年10月22日，梁启超在北京报界欢迎会上发表演说时，表达了办报的决心：“鄙人二十年来，固以报馆为生涯，且自今以往尤愿终身不离报馆之生涯者也。”10月29日，梁启超在北京给他女儿梁令娴的信中说，“本定今日出京，然各处欢迎纷纷不绝，竟至初一乃能行，实则断断不能不行，若再留十日亦必每日不断赴会耳，日日自晨九时至晚十二时，未尝停口，铁石人亦受不住，故非逃遁不可矣。返津后闭户十日，将第1号报出版。”
1912年12月，《庸言》杂志在梁启超的准备与策划下在天津正式创刊了。

### 创刊

庸言杂志封面

1912年12月1日，《庸言》杂志在天津创刊，主创为梁启超，吴贯因担任主编。该杂志第1卷为半月刊，每月1日、16日定期出版发行，由天津庸言报馆编辑出版，北京正蒙印书局印刷发行。该杂志的撰稿人队伍人数众多，主要有梁启超、吴贯因、张东荪、严复、林纤、夏会佑、陈家麟、丁世峰、周善培、蓝公武、麦孟华、黄为基等人。《庸言》封面采用横排板式，在最上一行印有“新会梁启超主干”，在《庸言》的下方还有其英文名“The Justice”，译为“公正”，在封面上还有重要文章的目录简介。在其封底内页标有编辑人吴贯因，发行人梁德酞。真正的创办人是梁启超，而编务则先后由吴贯因负责。
究其刊名为《庸言》的原因，梁启超在第1卷第1号刊首说道：
庸之意有三，一训常，言其无奇也。二训恒，言其无易也。三训用，言其适用也。振奇之论，未尝不可以骤耸天下之观听，而为道每不可久，且按诸实而多闭焉。天下事物，皆有原理原则，其原理之体常不易，其用之演为原则也。则常以适用于外界为职志，不入乎其轨者，或以为深绩隐曲，而实布帛蔽果，夫妇之愚可与知能者也，言其庞杂至今极也，而其去治理若愈远，毋亦于兹三义者，有所未惬焉，则庸言报之所为作也。

### 刊物发展及主要人物
由于梁启超在舆论界享有很大的声望，这个刊物一创刊就销达一万份，七、八期后，有增加到一万五千份，成为当时全国发行量较大的刊物之一。这一时期，梁启超先后担任过熊希龄内阁的司法总长，参政院参政和币制局总裁等官职，同时又是民主党、进步党的主要头目，他都始终没有放弃《庸言》主笔的名义。
在出版24号之后，《庸言》杂志便停刊一段时间，这跟与主创梁启超的政治活动有关。后期的梁启超担任司法总长一职，政务占用了大部分的时间，因此也就无暇《庸言》的总撰述。在《庸言》第一卷24期中，发文较多的依次为吴贯因、梁启超、罗惇融、陈衍、张东荪、易顺鼎、何藻翔、姚华、林纾、陈三立、梁启勋、梁鼎芬、廖旭人、王运、魏易、黄睿。
1914年，梁启超被任命为币制总局的总裁，同时将《庸言》的所有编务交给黄远生全权处理。2月15日，《庸言》在黄远生的主持下续刊。该刊在形式上沿袭第1卷，同时又有所变化。自第2卷起，((庸言》由原来的半月刊改为月刊，每月中旬定期发行。且封面改为竖排版式，并去掉了“新会梁启超主干”的标志。在封面内页的底部标有编辑人黄远庸，发行人梁德酞。
在栏目板块的设置上，《庸言》月刊保留了第一卷的原有栏目，同时增设了《时评》一栏，主要针对当时发生的事件或者某一个问题发表评论。

### 停刊
袁世凯镇压“二次革命”激起了民众反抗，各地群众纷纷集会抗议。后期，由于对袁世凯的一些做法和政策的极度愤懑和不满，梁启超也辞去了在政府中的币制总局总裁一职。此时，梁启超接到聘请，于是梁启超便成为了中华书局的专任编辑，并开始全力主办《大中华》杂志。在《大中华》创刊的初期，梁启超担任了其主要撰稿人，第1卷的12号中，梁启超共载文近三十篇，像第2号到第5号每期撰文都有四篇到六篇之多。这些文章大都以政论为主，反日反袁构成了其主要的言论倾向，“中日交涉紧张之际，于北京卡特报，盛举反对之声，高唱猛烈之排日论。四年秋，洪宪帝制问题发生，先生辞去参政院，主张绝对反对帝制”。
至此，1914年6月，《庸言》在办刊近两年后正式停刊。前后两卷共处30期。

## 主要内容及思想

### 版面设置
《庸言》杂志第1卷的栏目编排共分为五个部分，分别为“建言”、“译述”、“艺林”、“特载”、“杂录”。其中，“建言”一栏是整刊最出彩、最重要的一个部分，占整个报刊超过了一半的篇幅，这就决定了《庸言》以政论为主的刊物的性质。通关《庸言》杂志第1卷和第2卷，文艺部分也占有很大比例，第1卷的“艺林”栏、第2卷的“诗录”、“文录”栏，长袍马褂文学的角度为其根本宗旨服务。此外，《庸言》杂志第2卷在栏目编排方面有所变化，在保留第1卷“建言”栏目的基础上，又增设了“时评”一栏。

### 办刊思想

#### 宪政法制
《庸言》杂志是作为宣传宪政理念的一个平台、一个舆论工具而诞生的，因此《庸言》杂志评论的内容自然围绕这一宗旨，并为其服务。为此，梁启超在《庸言》杂志创刊的第1号就发表政论《国性篇》一文，以强有力的姿态摆明自己的立场，为之后宣传自己的“宪政”思想奠定了良好的基础。“国性，国之有性，如人之有性然。苟本无国性者，则自始不能以立国……”
《庸言》同人提出了“中坚救国论”。“强健政党之对抗力何自发生耶?曰必国中常有一部分上流人士，惟服从一己所信之真理，而不肯服从强者之指命。威不可得而劫也，利不可得而诱也。既以此自励而复以号召其朋，朋聚朋则力，硼于中而申于外。遇有拂我所信者，则起而与之抗。则所谓政治上之对抗力，厥形具矣。”
《庸言》同人还提出了“强有力政府论”，即通过先建立强力的中央集权体制，政府再以此对社会实行积极的干涉政策。

#### 经济民生
在积极大力推行宪政的同时，《庸言》杂志同人也发表大量有关整顿租税、保护关税、整顿金融币制、兴办实业、节减政费的文章，为其实践宪政理念积蓄经济政策上的扶持。
此外，《庸言》杂志同人提倡兴办实业以救。在提倡兴办实业的过程中，《庸言》杂志同人始终坚持一种立场，那就是反对利用外资兴办实业。“利用外资以开辟富源救济财政殆以成为全国所主张之说也…振兴实业乃生计政策而非财政政策也…不能就财政之急。”

#### 伦理道德
在道德建设方面，《庸言》杂志同人提倡尊孔，提倡传统道德，依靠传统的道德力量巩固国家根基。在他们看来，社会能否存在，有赖于有没有公认的道德信条足以使人与人的关系联锁起来；国家的兴衰，其决定性因素就在于能否保持传统的道德根本不被动摇。
在《庸言》同人看来，传统的伦理道德是社会得以存在和发展的决定性因素，他们在这个时期全部理论活动的中心，都是把维护和发扬中国的传统道德作为立国的基础，救世的途径。

## 影响
《庸言》在梁启超与黄远生两位主编的作用下得到快速的发展，体现并迎合了当时报刊界发展的新趋势，首先它的创刊正是报刊界繁荣时期，其次尤其是黄远生为主编时期，新闻事实被突出了，这与当时新闻界由“言论本位”向“新闻本位”发展的趋势是一致的，《庸言》在一定程度上，对新闻界这种发展趋势也起到了积极的推动作用。虽然《庸言》从创刊发行到停刊的时间比较短，但通过《庸言》的两位代表性的主编，以及对其办报思想的研究，通过对《庸言》内容的分析，可以看到新闻发展史上“言论本位”与“新闻本位”两个时期新闻工作者对于新闻的追求与实践。